# Angela Robinson
Angela Robinson, född 14 februari, 1971 i San Francisco, Kalifornien, USA, är en amerikansk filmproducent, som har studerat vid Brown University och New York University. Robinson är lesbisk och hennes filmer rör ofta homosexuella intressen.

## Filmografi
- 1995 - "Chickula: Teenage Vampire"
- 2004 - D.E.B.S.
- 2005 - Herbie: Fulltankad
- 2006 - The L Word
- 2006 - Fabulous! The Story of Queer Cinema
- 2007 - "Girltrash!"